# Joaquín Gómez Hano de la Vega
Joaquín Gómez Hano de la Vega (Hazas de Cesto, Cantabria, 20 de septiembre de 1776-La Habana, Capitanía General de Cuba, 2 de febrero de 1860) fue un comerciante y negrero español.

## Biografía
Era hijo de Francisco Gómez y de Teresa de Hano de la Vega. Se embarcó con trece o catorce años en Cádiz para Cuba, donde se dedicó al comercio. Y como con la revolución liberal la aristocracia criolla fue marginada por los burgueses de origen peninsular, en 1820 ya era regidor del ayuntamiento de La Habana y en 1821 cónsul del Real Tribunal de Comercio, órgano en el que ascendió hasta ser prior del mismo en 1834. Su fortuna era considerada la sexta de Cuba; fue portavoz de los esclavistas y vocal de la Junta de Población Blanca, Patrono de los inmigrantes españoles, director del Banco de San Fernando o de Fernando VII y miembro de la Junta de Notables que proponía leyes especiales para Cuba. Llegó a ser el octavo negrero de Cuba y en 1837 el gobernador y capitán general de Cuba Miguel Tacón Rosique, a cuyo círculo palaciego pertenecía, le concedió la Gran Cruz de la Orden de Isabel la Católica por sus servicios como repartidor-cobrador de emancipados y administrador de los fondos de obras públicas. Fue un negrero principalísimo en La Habana durante la regencia de María Cristina de Borbón (1833-1840), también notable esclavista y beneficiaria del comercio clandestino de esclavos junto con su segundo marido el Duque de Riánsares (eran propietarios del ingenio Santa Susana en Cuba), a quienes Gómez servía de cabeza de turco para que su nombre no saliese a la luz. Pero en 1846 quedó ciego cuando el médico catalán Verdaguer, que lo culpaba de su ruina, le arrojó en la cabeza un frasco de vitriolo que además lo desfiguró.
Él era el consignatario en La Habana de una flota negrera organizada por Jayme Tintó, de Barcelona. Contaba con una fragata, bergantines, goletas y otros barcos. Para realizar el desembarco humano clandestino contó con la corrupción de las autoridades coloniales; en años anteriores cobraban 10 pesos por cada esclavo desembarcado y solo una parte llegada realmente al Capitán General Tacón, quien lo organizó de tal forma que ocho fueran a sus manos; así recibió unos 450 mil pesos durante sus cuatro años de mandato; otros tres pesos se destinaban al Comandante de Marina, dos para el administrador de la aduana y uno para el capitán del puerto. Según Marta Denis Valle, "otro negocio fue la llamada comisión de los emancipados, en la que Tacón introdujo a Gómez; numerosos de esos esclavos eran vendidos nuevamente o utilizados en construcciones. Gómez logró interesar a la reina María Cristina en el negocio del contrabando al enviarle una cantidad de dinero por cada esclavo que introdujera en calidad de consignatario". En 1834 consta que tenía 472 esclavos en sus ingenios azucareros. En los años cuarenta fundó con otro cántabro, José A. Díaz Bustamante, la Empresa de Navegación y Fomento del Sur para exportar el mejor tabaco cubano, producido en Vuelta Abajo. Antes de morir en 1860, costeó en Hazas (Santander), su lugar natal, la reforma de la iglesia parroquial.
Como estaba casado sin hijos, usó como miembros de su organización clandestina a familiares cercanos como su sobrino y ahijado José María Cagigal Gómez (bozales y emancipados), el cual heredó parte de su fortuna, aunque el que más heredó fue otro sobrino, Rafael Toca Gómez y Hano de la Vega (1811-1879), que continuó con el comercio de esclavos e incluso fue nombrado primer Conde de San Ignacio y ostentó importantes cargos económicos en Cuba. Sin embargo, la herencia fue objeto de un largo pleito.